# 安曇野市立穂高東中学校
安曇野市立穂高東中学校（あづみのしりつ ほたかひがしちゅうがっこう）は、長野県安曇野市穂高にある公立中学校。

## 設置者
- 安曇野市

## 沿革
2001年4月に旧穂高町立穂高中学校が、東西2校に分割されたうち、同校の敷地や施設を受け継いで開校した（穂高西中学校は新校地に設立）。

## 通学区域
- 安曇野市のうち穂高地区のほぼ全域及び穂高柏原地区、穂高北穂高地区の一部[1]

## 生徒数・職員数
- 2017年6月 生徒＝462人、職員＝46人[2]

### 学級数
- 2017年度＝1学年5クラス、2学年5クラス、3学年5クラス、特別支援学級4クラス[2]

## 部活動
- 男子バスケットボール部
- 女子バスケットボール部
- 男子バレーボール部
- 女子バレーボール部
- 男子ソフトテニス部
- 女子ソフトテニス部
- 男女卓球部
- 陸上競技部
- 剣道部
- サッカー部
- 野球部
- 吹奏楽部
- 合唱部
- 美術部[2]

## 周辺
- 碌山美術館